# We Play Endlessly
Albums de Sigur Rós
Með suð í eyrum við spilum endalaust
(2008) Inni
(2011)
We Play Endlessly est un album de compilation du groupe post-rock Sigur Rós. Il sort le 31 janvier 2009 au Royaume-Uni sous la forme d'un CD joint (en) avec le journal national The Independent,.
Il s'agit d'une sélection de chansons issues des précédents EP et albums sorties après que le groupe ait signé avec le label Parlophone, propriété d'EMI :
- Hoppípolla, Sæglópur et Heysátan sont issues de Takk... (2005) ;
- Inní mér syngur vitleysingur (en), Gobbledigook (en) et Fljótavík sont issues de Með suð í eyrum við spilum endalaust (2008) ;
- Í Gær et Hafsól sont issues de Hvarf / Heim (2007) ;
- Ti Ki est issue de Ba Ba Ti Ki Di Do (2004).

## Liste des pistes
1. Hoppípolla – 4:26
2. Inní mér syngur vitleysingur (en) – 4:05
3. Sæglópur – 7:20
4. Gobbledigook (en) – 3:05
5. Í Gær – 6:23
6. Fljótavík – 3:49
7. Hafsól – 9:46
8. Heysátan – 4:09
9. Ti Ki – 8:49